# U ime naroda
U ime naroda prvi je koncertni album srpskog rock/hard rock sastava Riblja čorba. Objavljen je 1981. u izdanju diskografske kuće PGP RTB.

## Popis pjesama
| Br. | Skladba                                   | Trajanje |
| --- | ----------------------------------------- | -------- |
| 1.  | »Vidiš da sam gadan, kad sam tebe gladan« |          |
| 2.  | »Egoista«                                 |          |
| 3.  | »Prevara«                                 |          |
| 4.  | »Ostaću slobodan«                         |          |
| 5.  | »Dva dinara, druže«                       |          |
| 6.  | »Evo ti za taksi«                         |          |
| 7.  | »Ostani đubre do kraja«                   |          |
| 8.  | »Vetar duva, duva, duva«                  |          |
| 9.  | »Lutka sa naslovne strane«                |          |
| 10. | »Neću da ispadnem životinja«              |          |
| 11. | »Volim, volim, volim, volim žene«         |          |

## Izvođači
- Bora Đorđević - vokal
- Radislav Kojić - solo gitara
- Momčilo Bajagić - gitara
- Miroslav Aleksić - bas
- Miroslav Milatović - bubnjevi